# Charles Richard Mondjo
Charles Richard Mondjo (Brazzaville, 28 de enero de 1954) es un militar congoleño, actual Ministro de Defensa de la República del Congo desde 2012. Anteriormente se había desempeñado como Jefe del Estado Mayor de las Fuerzas Armadas congoleñas, de 2002 a 2012.

## Carrera militar
De etenia Mbochi, e hijo del diplomático Nicolás Mondjo, Charles Richard Mondjo nació en Brazzaville en 1954. asistiendo a la escuela en el Departamento de Cuvette y Brazzaville. Posteriormente asistió a la escuela preparatoria militar. Recibió entrenamiento en una escuela militar en Alemania Oriental entre 1976 y 1978 y en la Unión Soviética de 1982 a 1986.
De regreso al Congo, Mondjo sirvió como oficial del ejército, y fue Director de Lecciones y Estudios en la Academia Militar Marien Ngouabi de 1987 a 1993. Se alineó con el líder rebelde Denis Sassou-Nguesso, durante la Guerra Civil de la República del Congo; la guerra terminó con la caída del Gobierno del Presidente Pascal Lissouba y la asunción del poder por parte de Sassou-Nguesso. En diciembre de 1997, Mondjo fue nombrado Comandante en la Zona Militar 1, que incluía a la capital económica del país, Pointe-Noire; permaneció en aquel puesto por 5 años. Fue nombrado como Jefe del Estado Mayor de las Fuerzas Armadas del Congo el 20 de diciembre de 2002 y fue ascendido al rango de general de división.
Después de servir por casi diez años como Jefe del Estado Mayor, Mondjo fue designado como Ministro de Defensa por el gobierno, el 25 de septiembre de 2012. Fue sucedido oficialmente como Jefe del Estado Mayor por el General de División Guy Blanchard Okoï, en una ceremonia realizada el 7 de noviembre de 2012.
Mondjo se reunió con el Ministro de Defensa de Francia, Jean-Yves Le Drian, en Brazzaville el 11 de febrero de 2014, para un debate sobre la inestabilidad en la República Centroafricana.
Después de la victoria de Sassou Nguesso en las elecciones presidenciales de marzo de 2016, Mondjo fue ratificado en el cargo de Ministro de Defensa el 30 de abril de 2016.